# Palatul Dolmabahçe
Palatul Dolmabahçe (turcă Dolmabahçe Sarayı, AFI: [doɫmabahˈtʃe saɾaˈjɯ]) situat în cartierul Beșiktaș din Istanbul, Turcia, pe coasta europeană a strâmtorii Istanbul, a servit ca principal centru administrativ al Imperiului Otoman din 1856 până în 1887 și din 1909 până în 1922 (în perioada interimară a fost folosit Palatul Yıldız).

## Legături externe
- Dolmabahçe Palace official site
- National Palaces in Turkey official site